# Нерпа кільчаста
Не́рпа кі́льчаста (Pusa hispida) — вид морських ссавців родини тюленевих (Phocidae), поширений у холодних водах Північної півкулі.

## Опис
Типова доросла кільчаста нерпа має 85 — 160 см в довжину і важить 40 — 90 кг. Хутро світло-сіре з чорними плямами; плями часто оточені світлим кільцем розмітки, від якого ці тюлені отримали власну назву. Кільчаста нерпа має невелику голову і маленьке товсте тіло. Їх морда коротка і вузька.

## Ареал і середовище існування
Кільчаста нерпа зустрічається на всій території Північного Льодовитого океану. Її також можна зустріти в Балтійському морі, в Беринговому морі і Гудзоновій затоці. Вони відпочивають на плавучих крижинах, і прямують до півночі на щільнішу кригу. Деякі підвиди існують в прісній воді.

## Спосіб життя
Самиці нерпи досягають статевої зрілості на 5–7 рік, а самці, як правило — приблизно на 6–8 рік. Цуценята народжуються на крижині або льодовику, в період з середини березня до початку квітня. Вагітність становить приблизно 9 місяців. Цуценята залежать від материнського догляду протягом 40 днів і створюють товстий шар жиру.
Спарювання починається в період з серпня по вересень. Самці шукають самиць для спарювання. Після чого самець і самиця можуть провести декілька днів разом до парування.
Природними ворогами нерпи є косатки (Orcinus orca), білі ведмеді (Ursus maritimus), вовки (Canis lupus) і росомахи (Gulo gulo), в дійсності, кільчаста нерпа є найкращим і найважливішим харчуванням для білого ведмедя.
Влітку кільчаста нерпа живиться вздовж кромки морського льоду в полярною тріскою (Boreogadus saida). На мілководді нерпа живиться меншою тріскою. У раціоні також є оселедець (Clupea), корюшка (Osmeridae), сиг (Coregonus), Cottoidea, окунь (Perca) і ракоподібні.

## Підвиди
- Pusa hispida hispida: арктичні береги Європи, Росії, Канади і на Алясці, в тому числі Нова Земля, Шпіцберген, Гренландія і Баффінова Земля.
- Pusa hispida krascheninikovi: Північ Берингового моря
- Pusa hispida ochotensis: Камчатка, Охотське море і на південь до 35 ° п.ш. вздовж японського Тихоокеанського узбережжя.
- Pusa hispida botnica: у Балтійському морі, Ботнічній затоці і Фінській затоці.
- Pusa hispida ladogensis: Ладозьке озеро
- Pusa hispida saimensis: озеро Саїмаа в Фінляндії.
- Pusa sibirica: Байкал, інколи відокремлюють в окремий вид, близько споріднений з Pusa hispida botnica
- Pusa caspica: Каспійське море, інколи відокремлюють в окремий вид, близько споріднений з Pusa hispida botnica